# جیمی باتلر (بازیگر)
جیمی باتلر (انگلیسی: Jimmy Butler؛ ۲۰ فوریهٔ ۱۹۲۱ – ۱۸ فوریهٔ ۱۹۴۵) یک هنرپیشه اهل ایالات متحده آمریکا بود.

## فیلم‌شناسی
- شهرک پسرها
- ولز فارگو
- ملودرام منهتن
- فرشته تاریکی
- استلا دالاس